# Heinz Löhn
Heinz Löhn (* 16. August 1934 in Eberswalde) ist ein ehemaliger deutscher Diplomat. Er war Botschafter der DDR in Ecuador und Kolumbien.

## Leben
Löhn absolvierte eine Ausbildung zum Industriekaufmann. Von 1951 bis 1953 studierte er an der Fachschule für Außenhandel in Plessow mit Abschluss als Außenhandelsökonom, von 1954 bis 1958 an der Hochschule für Ökonomie Berlin mit Abschluss als Diplomwirtschaftler.
Ab 1953 war er Mitarbeiter des DDR-Außenhandelsapparates. 1953/1954 war er Mitarbeiter beim Deutschen Innen- und Außenhandelsbetrieb (DIA) Kompensation sowie von 1968 bis 1960 Mitarbeiter beim DIA Maschinenexport. 1960 war er kurzzeitig Mitarbeiter in der Abteilung Handel mit Lateinamerika im Ministerium für Außenhandel und Innerdeutschen Handel (MAI). Von 1960 bis 1964 wirkte er als Delegat an der Handelsmission der DDR in Kolumbien. Zwischen 1964 und 1967 war er Sektorenleiter der Abteilung Handel mit Lateinamerika im MAI. Von 1967 bis 1971 leitete er als Handelsrat die Handelsvertretung der DDR in Mexiko-Stadt, anschließend war er von 1972 bis 1981 Mitarbeiter der Abteilung Außenhandel beim ZK der SED. 1981/1982 war er als Mitarbeiter in der Abteilung Lateinamerika im Ministerium für Auswärtige Angelegenheiten der DDR (MfAA) tätig. Von 1982 bis 1986 war er Botschafter der DDR  in Quito und von 1986 bis 1989 Botschafter in Bogotá. 1989/1990 wirkte er als Sektorenleiter in der Abteilung Lateinamerika im MfAA.
Löhn war Mitglied der SED.

## Auszeichnungen
- Vaterländischer Verdienstorden in Bronze (1969)
- Orden Banner der Arbeit Stufe III (1982)[1]